# 八公山镇
八公山镇，是中华人民共和国安徽省淮南市八公山区下辖的一个乡镇级行政单位。

## 行政区划
八公山镇下辖以下地区：
淮滨村、钱淮村、钱湖村、沈巷村、朱岗村、蔡洼村、蔡岗村、下郢村、杨家地村和妙山村。